# Gouvernement Karjalainen I
République de Finlande
Miettunen I  Lehto
Le gouvernement Karjalainen I est le 47ème gouvernement de la République de Finlande, qui a siégé 615 jours du 13 avril 1962 au 18 décembre 1963.

## Composition
| Ministre                                                                        | Début      | Fin        | Parti | Parti |
| ------------------------------------------------------------------------------- | ---------- | ---------- | ----- | ----- |
| Premier ministre Ahti Karjalainen                                               | 13.4.1962  | 18.12.1963 |       | ML    |
| Vice-Premier ministre Johannes Virolainen                                       | 13.4.1962  | 18.12.1963 |       | ML    |
| Vice-Ministre de l'Agriculture Verner Korsbäck                                  | 13.4.1962  | 18.12.1963 |       | RKP   |
| Ministre des Affaires étrangères Veli Merikoski                                 | 13.4.1962  | 18.12.1963 |       | KP    |
| Vice-Ministre des Affaires étrangères Olavi Johannes Mattila                    | 1.11.1963  | 18.12.1963 |       | Amm.  |
| Ministre de la Justice Johan Otto Söderhjelm                                    | 13.4.1962  | 18.12.1963 |       | RKP   |
| Ministre de l'Intérieur Eeli Erkkilä Niilo Ryhtä                                | 8.2.1963   | 18.12.1963 |       | ML    |
| Ministre de l'Intérieur Eeli Erkkilä Niilo Ryhtä                                | 8.2.1963   | 18.12.1963 |       | ML    |
| Ministre de la Défense Arvo Pentti                                              | 13.4.1962  | 18.12.1963 |       | KP    |
| Ministre des Finances Osmo Pekka Karttunen Mauno Jussila                        | 13.4.1962  | 13.12.1963 |       | Kok   |
| Ministre des Finances Osmo Pekka Karttunen Mauno Jussila                        | 13.12.1963 | 18.12.1963 |       | ML    |
| Vice-Ministre des Finances Onni Koski Johan Otto Söderhjelm Mauno Jussila       | 13.4.1962  | 18.10.1963 |       | TPSL  |
| Vice-Ministre des Finances Onni Koski Johan Otto Söderhjelm Mauno Jussila       | 21.9.1962  | 1.11.1963  |       | RKP   |
| Vice-Ministre des Finances Onni Koski Johan Otto Söderhjelm Mauno Jussila       | 1.11.1963  | 13.12.1963 |       | ML    |
| Ministre de l'Éducation Armi Hosia                                              | 13.4.1962  | 18.12.1963 |       | KP    |
| Ministre des transports et des travaux publics Veikko Savela                    | 13.4.1962  | 18.12.1963 |       | ML    |
| Vice-Ministre des transports et des travaux publics Onni Närvänen Olavi Lahtela | 13.4.1962  | 18.10.1963 |       | TPSL  |
| Vice-Ministre des transports et des travaux publics Onni Närvänen Olavi Lahtela | 1.11.1963  | 18.12.1963 |       | ML    |
| Ministre du commerce et de l'industrie Toivo Wiherheimo                         | 13.4.1962  | 18.12.1963 |       | Kok   |
| Ministre des Affaires sociales et de la santé Olavi Saarinen Kyllikki Pohjala   | 13.4.1962  | 18.10.1963 |       | TPSL  |
| Ministre des Affaires sociales et de la santé Olavi Saarinen Kyllikki Pohjala   | 18.10.1963 | 18.12.1963 |       | Kok   |
| Vice-ministre des Affaires sociales et de la santé Kyllikki Pohjala             | 13.4.1962  | 18.10.1963 |       | Kok   |